# Ernesto Lecuona
Ernesto Lecuona (ur. 7 sierpnia 1896 w Guanabacoa, zm. 29 listopada 1963 w Santa Cruz de Tenerife) – kubański kompozytor, pianista i lider orkiestry.
Był cudownym dzieckiem. Swój pierwszy utwór skomponował mając 11 lat. Pierwszą płytę nagrał w 1917. W 1913 ukończył konserwatorium w Hawanie. Jako lider popularnej orkiestry tanecznej Lecuona Cuban Boys przemierzył Amerykę Łacińską, Stany Zjednoczone i Europę.
Komponował zarzuele, musicale, pieśni, muzykę filmową i radiową. Napisał m.in. suitę Andalucia, z której pochodzi słynna „Malagueña”.

## Wybrane utwory
- „Siboney” (1929)
- „Malagueña” (1927)
- „La Comparsa” (1933)
- „Andalucia (The Breeze And I)” (1940)
- „Always In My Heart” (1942)